# Pawieł Ałfiorow
Pawieł Nikitowicz Ałfiorow (ros. Па́вел Ники́тович Алфёров, ur. 1 marca 1906 we wsi Kamienskoje (obecnie część Dnieprodzierżyńska), zm. 12 marca 1971 w Moskwie) – radziecki polityk, członek KC KPZR (1956–1961).
1930 wstąpił do WKP(b), 1934 ukończył Dnieprodzierżyński Instytut Metalurgiczny, od 1938 pełnomocnik Komisji Kontroli Partyjnej przy KC WKP(b) w Kazachskiej SRR. W 1939 I sekretarz Komitetu Miejskiego Komunistycznej Partii (bolszewików) Ukrainy w Dnieprodzierżyńsku, 1939–1943 kontroler odpowiedzialny Komisji Kontroli Partyjnej przy KC WKP(b), od 1943 do lipca 1946 II sekretarz Komitetu Obwodowego WKP(b) w Saratowie, od 1946 do stycznia 1947 kierownik Wydziału Kadr Organów Radzieckich Zarządu Kadr KC WKP(b), od stycznia 1947 do sierpnia 1951 I sekretarz Komitetu Obwodowego WKP(b) we Włodzimierzu nad Klaźmą. Od 1952 do maja 1953 II sekretarz Komitetu Obwodowego KPZR w Uljanowsku, a od 12 maja 1953 do 20 maja 1954 przewodniczący Komitetu Wykonawczego Rady Obwodowej w Uljanowsku. Od lutego 1954 do 27 kwietnia 1957 I sekretarz Komitetu Obwodowego KPZR w Jarosławiu, od 25 lutego 1956 do 17 października 1961 członek KC KPZR. 1957–1961 członek Komitetu Kontroli Partyjnej przy KC KPZR, 1959–1961 zastępca przewodniczącego tego komitetu, następnie na emeryturze. Deputowany do Rady Najwyższej ZSRR 3 i 4 kadencji. 19 marca 1956 odznaczony Orderem Lenina. Pochowany na Cmentarzu Nowodziewiczym.